# Gassing
Gassing is in de scheepvaart een ontsmettingsmethode om te voorkomen dat ladingen beschadigd raken door insecten en ander ongedierte in de lading of de verpakking. Het begrip komt onder de naam bromeren of methyleren ook in de kasbouw voor om gewassen te beschermen. De gegaste lading kan heel gevarieerd zijn: van tabak en meubels tot kleding en schoenen. In de land- en tuinbouw wordt het gebruikt om de grond te ontsmetten. De gebruikte gassen zijn per definitie giftig. Gassingen kunnen daarom een bedreiging vormen voor de gezondheid en veiligheid van mensen en vormen een risico voor het milieu. Na het begassen wordt zowel het voltooid deelwoord begast als gegast gebruikt, hoewel deze laatste vorm in onbruik raakt. 

## Hoe wordt begast?
In Nederland werkt het (in 2004) als volgt. Een speciaal begassingsbedrijf legt (na de verplichte melding aan de Arbeidsinspectie) tabletten aluminium- of magnesiumfosfide in de lading. Hieruit komt het uiterst giftige fosforwaterstof vrij dat ongedierte doodt. Ook werd begast met het giftige methylbromide. De bedoeling is dat het gas gedurende een relatief korte periode actief blijft, bij voorkeur een dusdanig korte periode dat de container op de plaats van bestemming op veilige wijze gelost kan worden. Het gas zou in het ideale geval op de plaats van bestemming 'verdwenen' moeten zijn. Vaak is dat niet het geval. Geregeld komt het voor dat containers ook op de plaats van bestemming nog een gevaarlijke hoeveelheid gas bevatten, wat risico's met zich meebrengt voor diegenen die een geopende container moeten behandelen. Sommige (consumenten)producten absorberen zo veel van het gebruikte gas dat ze dit gas nog maandenlang kunnen 'naleveren' met alle risico's voor de gebruikers van dien. 
In Nederland is alleen fosforwaterstof en sulfurylfluoride nog toegelaten. Fosforwaterstof is zeer giftig. Sulfurylfluoride is minder giftig dan fosforwaterstof, maar een zeer sterk broeikasgas (4780 keer sterker dan CO2). Vanaf 2005 is het binnen de Europese Unie verboden om methylbromide te gebruiken voor begassingen. 
Naast methylbromide en fosforwaterstof worden in het buitenland nog andere stoffen toegepast voor begassingen. Bijvoorbeeld: formaldehyde, sulfurylfluoride, ammoniak, blauwzuur, kooldioxide, koolmonoxide.

## Gevaren
Alle hierboven genoemde stoffen zijn, als de containers of laadruimen onvoldoende of op een verkeerde manier worden ontgast, zeer gevaarlijk voor iedereen die ermee in aanraking komt. In het verleden hebben zich enkele malen ongelukken of gevaarlijke situaties voorgedaan. Zo zijn vaten ontploft en is er brand uitgebroken bij het werken met restanten van fosforwaterstof. Ook zijn diverse keren mensen onwel geworden tijdens het lossen van de containers. Het zijn niet alleen werknemers in de haven die risico's lopen bij de overslag van goederen of bij het lossen. Ook douanebeambten kunnen met begaste lading in aanraking komen, evenals mensen die in de buurt van de haven wonen en zelfs consumenten, als ze goederen ontvangen die niet goed ontgast zijn. In 2002 hebben zich zestig incidenten voorgedaan met begaste ladingen. In sommige gevallen leidde dit tot ziekenhuisopnames, in andere gevallen werden de containers op tijd tegengehouden. De gevaren van het gebruik van deze gassen voor het milieu variëren. Van methylbromide is het bekend dat het de ozonlaag aantast.
In de praktijk wordt vaak onderscheid gemaakt tussen lading die in Nederland wordt begast en zogeheten importgassingen, dat wil zeggen bulklading en containers onder gas die per zeeschip worden aangevoerd. Van de in Nederland uitgevoerde begassingen bestaat een vrij duidelijk beeld, omdat slechts enkele bedrijven begassingen mogen uitvoeren, er bovendien een meldingsplicht bestaat en de controles streng zijn. 
De tweede categorie (bulklading met voedingsmiddelen) wordt standaard gegast en het ontgassen levert geen al te grote risico's op. 
De ernstigste problemen doen zich voor bij importgassingen van containers. In de eerste plaats omdat veel begassingen (zo'n 70 procent) overbodig zijn. Als gevolg hiervan worden ladingen onder gas aangetroffen als kunststof planten, computers, meubelen, cosmetica, chemicaliën, bont, toiletpotten, aardewerk, kleding, huisraad etc.. In sommige gevallen is gebleken dat deze lading niet of nauwelijks meer gasvrij is te krijgen. In de tweede plaats worden containers vaak niet goed ontgast. Zo heeft slechts één procent van de begaste containers een (verplichte) sticker met de mededeling dat de container een giftig bestrijdingsmiddel bevat. Daardoor lopen havenarbeiders, omwonenden en uiteindelijk ook consumenten risico's, aangezien verreweg de meeste containers zonder ontgast te zijn het land ingaan.

## Wanneer mag in Nederland worden begast?
Begassingen van containers met fosforwaterstof en sulfurylfluoride zijn toegestaan op grond van de Wet gewasbeschermingsmiddelen en biociden. Containers worden begast als importerende landen zoals China, Australië en Nieuw-Zeeland dit eisen. Het begassen van containers is de afgelopen decennia exponentieel gestegen van een paar honderd containers per jaar in 2004 tot ca. 100.000 containers per jaar in 2020. 
Het gebruik van fosforwaterstof en sulfurylfluoride moet voldoen aan de volgende regels/ gebruiksvoorschriften:
- de begassing en ontgassing mag alleen worden uitgevoerd door een deskundig persoon
- voorwerpen die onder gas staan mogen niet worden verplaatst
- personen moeten een bepaalde minimumafstand in acht nemen bij begassen en ontgassen
- pas als de concentratie gas beneden de geldende wettelijke grenswaarde is gedaald, mag de ontgaste ruimte worden betreden
- na het ontgassen moet de gassingsleider een schriftelijke gasvrijverklaring afgeven aan de opdrachtgever

De toelating van sulfurylfluoride is door het Ctgb verlengd tot juli 2023. 
Sinds eind jaren '90 is een EU-verordening van kracht, die voorschrijft dat stuwhout afkomstig uit bepaalde landen (met name China) behandeld moet zijn tegen insecten. Vaak wordt deze verordening door importeurs en exporteurs te ruim geïnterpreteerd. Hierdoor worden volkomen onnodig duizenden containers inclusief de zich daarin bevindende lading onder gas gezet en naar Nederland vervoerd ('preventief begassen'). Werd er enkele jaren geleden nauwelijks begast bij de containerimport, nu wordt er per jaar zo'n 500 ton methylbromide vanuit het buitenland per container de Nederlandse havens binnengebracht. Uit onderzoek van het Rijksinstituut voor Volksgezondheid en Milieu blijkt dat ruim 20 procent van alle containers gas bevat.

## Varia
In de Nederlandse jurisprudentie met betrekking tot aansprakelijkheid voor schade jegens derden bestaat het zogeheten Begaste uien-arrest (HR 7 maart 1969, NJ 1969, 249). Daarin is door de Hoge Raad uitgemaakt dat een overeenkomst tussen twee partijen tevens kan gelden voor een derde en dit eventueel ook zelfs in diens nadeel, afhankelijk van de omstandigheden van het geval. Indien een van de partijen erop mag vertrouwen dat een exoneratie-clausule met betrekking tot alle goederen geldt waarop de betreffende overeenkomst betrekking heeft, dan kan dit beding onder bepaalde omstandigheden ook worden ingeroepen jegens een derde die geen partij was bij die overeenkomst. Daarbij is met name van belang of die derde door eigen handelen dit vertrouwen dan zelf had gewekt.